# Ann De Bode
Ann De Bode (Congo-Kinshasa, 28 augustus 1956) is een Belgische schrijfster en illustrator van kinderboeken.

## Leven
De Bode werd geboren in Belgisch-Congo. Drie jaar na haar geboorte verhuisden haar ouders naar Antwerpen. In de basisschool merkten leerkrachten haar talent al op. In het secundair onderwijs volgde ze Graduaat Publiciteit in het Sint-Maria Instituut, waar ze later ook zelf les ging geven. Ook werkte ze voor verschillende reclamebureaus. Vanaf 1992 start haar carrière als kinderboekenillustrator – ondertussen heeft ze al meer dan 200 boeken geïllustreerd.

## Werk
In de jaren 1990 raakt De Bode bekend door de Hartenboeken-reeks: tien prentenboeken voor 4- tot 7-jarigen over emotionele thema’s als scheiden, pesten, dood en angst. Het eerste boek uit de reeks, Morgen ben ik beter, gaat over ziek zijn. De Bode schrijft en illustreert het zelf. Voor de volgende boeken maakt ze enkel de illustraties, auteur is Rien Broere. Het duo slaagt erin om abstracte, emotionele begrippen concreet te maken voor jonge kinderen. De succesvolle Hartenboeken-reeks verschijnt in twaalf talen.
Recenter wordt De Bode vooral geassocieerd met haar bijzondere techniek die erg in de smaak valt bij een jong publiek. Ze maakt figuurtjes in fimo (een soort kneedpasta van polymeerklei) die ze in scène opstelt, bakt en fotografeert. Zo creëert ze een heel eigen wereld. Haar eerste boek met fimofiguurtjes verschijnt in 2003: De fanfare van Flierefluitegem. In 2009 publiceert ze Mijn familie: een reis door de tijd, waarin jonge kinderen kennismaken met het begrip tijd. Van de oertijd over de middeleeuwen tot vandaag: bij elk tijdperk toont dit boek een gezin, telkens een nieuwe generatie uit dezelfde familie. Zo zie je het familieleven evolueren doorheen de tijd.
In 2008 publiceerde ze Kneedkneepjes voor wie zelf aan de slag wil, een knutselboek waarmee kinderen zelf kinderboekenscènes en juwelen kunnen maken.

## Bekroningen
- 1996: Eerste Prijs van de Kinder- en Jeugdjury Vlaanderen voor De Duinenhond[1]
- 2005: Eerste Prijs van de Kinder- en Jeugdjury Vlaanderen voor De Wereld van Camillo[1]

- Bibliothèque nationale de France: cb124447883 (data)
- Digitale Bibliotheek voor de Nederlandse Letteren: bode022
- Gemeinsame Normdatei: 11523361X
- International Standard Name Identifier: 0000 0001 2143 704X
- Library of Congress Control Number: nb98046326
- Nationale Bibliotheek van Tsjechië: mzk2010580850
- Nederlandse Thesaurus van Auteursnamen: 068897979
- Système universitaire de documentation: 033596476
- Virtual International Authority File: 92944390
- WorldCat: E39PBJrKW7xjm3vptpwywtRqcP